# Adrie de Graaf
Adriaan Cornelis (Adrie) de Graaf (Haarlemmermeer, 28 april 1902 – Sijbekarspel, 17 april 1945) was een Nederlandse verzetsstrijder in de Wieringermeer en West-Friesland. De Graaf overleed op 42-jarige leeftijd. De A.C. de Graafweg (N241) is vanwege zijn verdiensten in het verzet naar hem vernoemd.

## Biografie
De Graaf, die bijnamen gebruikte als A3, Cor en Oom Cor, was pionier, pachter en wethouder in de Wieringermeer. Hij was sinds 1930 in de polder, een van de echte pioniers en de begintijd van de Wieringerrmeer. De Graaf was getrouwd met Lena Jannetje Reijm. Hij was actief lid van de Gereformeerde Kerk van Middenmeer, een van de drie dorpen in de Wieringermeer. Op 13 juli 1942 diende hij zijn ontslag in als wethouder, na de arrestatie van de wettige burgemeester Gerrit Gesinus Loggers. Die werd als gijzelaar naar Sint Michelsgestel afgevoerd. De Graaf wilde niet meewerken aan het NSB-bestuur onder leiding Aris Saal. Op zijn boerderij bood De Graaf meermaals tijdelijk onderdak aan (joodse) onderduikers. Zo werkte in de herfst van 1942 Simon van Collem enkele maanden, zgn. als 'landbouwvolontair' bij de familie De Graaf. 
Over zijn verzetswerk. De Graaf was mede-organisator (vanaf januari 1943) van het LO-werk in de polder, samen met Catrinus Douma, meester Koos Aalders, Gerrit Blaauboer, Klaas Snip (uit Zwaagdijk) en enkele gereformeerde dominees. Hij overlegde met LO-leiders uit West-Friesland aan de Zomerdijk (Spanbroek). De Graaf werd in oktober 1944 laadmeester voor de Binnenlandse Strijdkrachten. Hierbij coördineerde hij het transport van gedropte wapens in West-Friesland naar een tijdelijk wapendepot in de Wieringermeer. Tevens was hij voedselofficier, als 'Oom Cor' regelde hij transport van landbouwproducten en voedsel voor verzetsgroepen en behoeftigen in de steden. Vanwege zijn verzetswerk was Adrie de Graaf winter 1944-1945 ondergedoken. Het voormalig café De Roode Leeuw in Benningbroek was een van zijn schuilplekken voorjaar 1945. 
Op 17 april 1945, de dag dat de Wieringermeer door de Duitsers onder water werd gezet, kwam De Graaf tevoorschijn. Terwijl zijn gezin 's middags al gearriveerd was op een evacuatieadres aan Noordeinde 43 in Lambertschaag, vertrok De Graaf per fiets naar de dijkdoorgang Lambertschaag-Wieringermeer. Duitsers (Grüne Polizei) die deze en andere uitgangen bewaakten, arresteerden De Graaf. Kort daarna arriveerde een groep Nederlandse Landwachters. Een van hen, de Medemblikker Pieter Mayer herkende De Graaf en verordonneerde hem op zijn buik in het gras te gaan liggen.
Aan het eind van de middag vertrok een groep van 29 arrestanten per fiets onder escorte van landwachters en Grüne Polizei naar Hoorn. De Graaf werd met opzet achterin de stoet geplaatst. Links van hem reed landwachter Gerardus Alders (1900-1948), rechts van hem Pieter Mayer (1910-1997). Hun commandant Willem van der Spek zei tegen Alders en Mayer dat wat hem betreft 'De Graaf niet levend in Hoorn hoefde aan te komen'. Ter hoogte van de kruising met de Nieuweweg haalde Alders zijn pistool tevoorschijn en schoot De Graaf door het hoofd. Direct gevolgd door Mayer die eveneens twee keer schoot op De Graaf. Deze was op slag dood, dit was een brute moord.  

## Eerbetoon
- Zijn naam staat vermeld op de Erelijst van Gevallenen 1940-1945.[5]
- De A.C. de Graafweg (N241), naar hem vernoemd, is een blijvende herinnering aan hem en aan het Verzet in West-Friesland.
- In Wieringerwerf staat zijn naam vermeld op het Oorlogsmonument voor alle slachtoffers 1940-1945 uit de Wieringermeer. In hetzelfde dorp is de A.C. de Graafstraat naar hem vernoemd.
- Op de plaats van de moord werd in 1945 een voorlopig monument voor de Graaf geplaatst. In 1953 werd daar (even ten noorden van Wognum) als gedenkteken een blijvend monument voor A.C. de Graaf geplaatst. Ieder jaar op 17 april wordt hier de vlag halfstok gehesen en een krans gelegd door de gemeente Medemblik.